# Alois Totuschek
Alois Totuschek (ur. 2 lutego 1885 w Novym Městie na Moravě) – austriacki zapaśnik walczący w stylu klasycznym. Olimpijczyk z Sztokholmu 1912, gdzie zajął jedenaste miejsce w wadze średniej.
Złoty medalista mistrzostw świata w 1909 i 1910, srebrny w 1908; czwarty w 1911. Wicemistrz Europy w 1914. Wygrał mistrzostwa Europy Środkowej w 1909 roku.

## Letnie Igrzyska Olimpijskie 1912
| Konkurencja          | Rundy eliminacyjne      | Rundy eliminacyjne | Rundy eliminacyjne | Rundy eliminacyjne      | Klas. końcowa |
| Konkurencja          | Przeciwnik I            | Przeciwnik II      | Przeciwnik III     | Przeciwnik IV           | Miejsce       |
| -------------------- | ----------------------- | ------------------ | ------------------ | ----------------------- | ------------- |
| 75 kg styl klasyczny | Claes Johansson (SWE) P | Noel Rhys (GBR) Z  | Axel Frank (SWE) Z | Emil Westerlund (FIN) P | 11.           |